# Placochelyidae
Famille
Les Placochelyidae (placochélydés en français) forment une famille éteinte de reptiles placodontes marins appartenant à la super-famille des Cyamodontoidea. Ils ont vécu au cours du Trias supérieur. 

## Liste des genres
La famille comporte quatre genres :
- Glyphoderma kangi Xijin, 2008

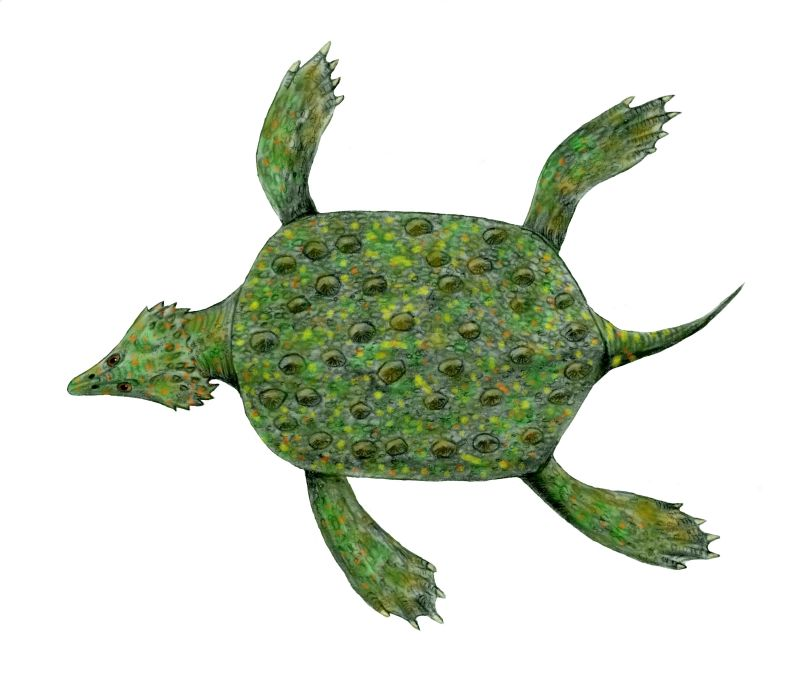
Dessin d'un Placochelyidae : Placochelys placodonta.

- Placochelys placodonta (espèce type), Jaekel, 1902
- Psephochelys polyosteoderma Rieppel, 2002
- Psephoderma alpinum Meyer, 1858